# Uwe Ostendorff
Uwe Ostendorff (* 1964 in Aachen) ist ein deutscher Sozialpädagoge. Er war von 2001 bis 2007 Generalsekretär der internationalen Dachorganisation der Falken, des International Falcon Movement – Socialist Educational International IFM-SEI, mit Sitz in Brüssel. Heute arbeitet er als Klinikexperte der Gewerkschaft ver.di. Er ist Vertreter des Deutschen Bundesjugendrings (DBJR) beim Nationalen Aktionsplan NAP und für den DBJR zuständig für die Koordination der Kinder- und Jugendaktivitäten zum NAP.

## Leben
Ostendorff studierte Sozialwesen, Politikwissenschaften und Geschichte und spezialisierte sich später auf Sexualpädagogik. Er startete zahlreiche „queere“ Emanzipationsprojekte, unter anderem das Queerforum und ist nach wie vor bei dem von ihm initiierten queer easter, einem weltweiten Treffen von sozialdemokratischen und sozialistischen LGBT-Zusammenhängen, aktiv. Daneben gilt sein Engagement der Durchsetzung von Kinderrechten, zu denen er auch weltweit referiert, unter anderem für politische Stiftungen wie dem Olof Palme International Center.
Nachdem er verschiedene Positionen bei den Jusos (u. a. als stellvertretender Bezirksvorsitzender Weser-Ems), dem Sozialistischen Hochschulbund (SHB), der Kinder- und Jugendorganisation Sozialistische Jugend Deutschlands (SJD – Die Falken) und in lokalen Jugendvertretungen innehatte, startete er 1991 als Regionalsekretär für SJD in Nordwest-Deutschland. 1994 wurde er Bundessekretär im bundesweiten Trainings- und Ausbildungszentrum SBZ (Sozialistisches Bildungszentrum „Salvador Allende Haus“) der SJD in Oer-Erkenschwick und leitete gleichzeitig auch das Olof Palme Institut (OPI), das Ausbildungsinstitut der IFM-SEI. Vier Jahre lang war er Mitglied des Komitees für internationale Jugendangelegenheiten des Deutschen Bundesjugendrings (DBJR).
Er ist politisch in Berlin aktiv und gehört zum Kasseler Kreis, einem bundesweiten Zusammenschluss sozialdemokratischer Gewerkschafter.

## Funktion des Generalsekretärs der IFM-SEI
2001 wurde Ostendorff zum Generalsekretär der Internationalen Falkenbewegung IFM-SEI gewählt und 2004 wiedergewählt. Als solcher war er an der Vorbereitung internationaler Kongresse und Foren beteiligt wie zum Beispiel dem UN-Weltgipfel für nachhaltige Entwicklung in Johannesburg 2002, dem Europäischen Sozialforums (ESF) in Florenz 2002 und dem ESF in Athen 2006. 6 Jahre lang war er Vertreter im Koordinierungsausschuss der SPE.
Er setzt sich gegen Kinderarbeit ein (u. a. Weltsozialforum Nairobi, 2007), war beteiligt an den Internationalen Kongressen der sozialistischen Kinderorganisationen 2004 in Nürnberg und 2007 in Wien, besuchte und unterstützte 2006 nach dem Libanon-Krieg gemeinsam mit dem Bundesvorsitzenden der SJD, Sven Frye, Partnerorganisationen der Falkenbewegung in Israel (u. a. Hanoar Haoved Vehalomed), um im Rahmen der Friedensarbeit den Dialog zwischen Arabern und Juden zu fördern und wirkte am Projekt eines österreichischen Friedenscamps für israelische und palästinensische Kinder und Jugendliche mit. Aber auch an internationalen sozialistischen Kongressen war er in seiner Funktion als IFM-Generalsekretär beteiligt. Er gehört zu den Mitbegründern des Global Progressive Youth Forum (GPYF) als auch des „Weltjugendrings“ International Coordination Meeting of Youth Organisations (ICMYO).

## Veröffentlichungen
Artikel unter anderem in den Zeitschriften Frontal, SPW, AJ, Schlaglichter, IFM Magazine, Red & Pink, Global Voice, Die Propagandistin, Jugendpolitik etc.
- Susanne Jendral, Uwe Ostendorff, Heike Pestrup: Sexueller Missbrauch. Auch ein Thema für die Jugendverbandsarbeit. 1995, ISBN 978-3-926734-27-3
- 24 Stunden sind kein Tag, Heft 8: Mensch, Mädchen! Mensch, Junge. Aktionen im Zeltlager. (1999) (PDF)
- Uwe Ostendorff: From Queer Theory to Diversity Mainstreaming. In: Red & Pink (Mai 2006) (PDF) zum Welttag gegen Homophobie (mit Foto)
- Eine andere Welt ist nötig. Informationen und Aktionen rund um die Millennium Development Goals (2006) (PDF; 51 kB).
- „Span the world with friendship“. Eine kurze Geschichte der internationalen IFM- SEI Zeltlager in Bildern. (PDF) DIN-A4-Broschüre, 2007.
- 24 Stunden sind kein Tag, Heft 19: Die Vielfalt entdecken. Geschlechterrollen und sexuelle Identität (2007) (PDF).
- Wir machen Deutschland kindergerecht, Deutscher Bundesjugendring (Hrsg.), Anne Schirmer, Uwe Ostendorff, Berlin, 2008.
- Schwarzbuch Charité Facility Management GmbH, ver.di Bezirk Berlin(Hrsg.), Sylvi Krisch, Uwe Ostendorff, Maik Sosnowsky, Sascha Stanicic, Kati Ziemer, Berlin, 2011.